# Жилинда (Якутия)
Жилинда (якут. Дьилиндэ) — село в Оленёкском районе Якутии. Административный центр и единственный населённый пункт Жилиндинского национального наслега.

## География
Село находится на левом берегу реки Малая Куонамка (приток реки Анабар), за северным полярным кругом, на расстоянии 320 км к северо-востоку от села Оленёк, административного центра района.

## Население
| 2002 | 2010 | 2012 | 2013 | 2014 | 2015 | 2016 |
| ---- | ---- | ---- | ---- | ---- | ---- | ---- |
| 685  | ↘664 | ↘649 | ↗655 | ↘654 | ↗674 | ↗684 |
| 2017 | 2018 | 2019 | 2020 | 2021 |      |      |
| ↗697 | ↗711 | ↗714 | ↘703 | ↗709 |      |      |

## Улицы
- ул. Заложная,
- ул. Лесная,
- ул. Новая,
- ул. Октябрьская,
- ул. Оленеводов.